# Ariel Atom
O Atom é um modelo de rua esportivo de alta performance fabricado pela Ariel Motor Company.
Até o momento, várias variantes do Atom foram exibidas: Ariel Atom, Ariel Atom 2, Ariel Atom 3 (incluindo o Ariel Atom 3 Mugen Limited Edition e o Honda Racing Edition - onde 10 de cada foram feitos) Ariel Atom 3.5, Ariel Atom 3S, Ariel Spec: Race Atom, e o Ariel Atom 500 V8 Limited Edition (apenas 25 serão feitos). Os modelos atuais são: Ariel Atom 3, 3.5, 3.5R, 3S, Spec: Race Atom, e o modelo de produção limitada, o Ariel Atom 500 V8 com 507 cv e motor V8.
O Ariel Atom apresenta um chassis proeminente visível (ou seja, um exoesqueleto, sem teto ou janelas, e um pequeno pára-brisas opcional). Embora tenha um formato aerodinâmico, o coeficiente de arrasto (0,40) é aumentado devido à exposição dos pneus sem cobertura e à carroceria de formato irregular e intermitente (o exoesqueleto).

## Origens do desenho
O Atom começou como um projeto estudantil de Niki Smart na Universidade de Coventry. Era conhecido como LSC (Lightweight Sports Car, do inglês "carro esportivo leve"). Foi desenvolvido na universidade em 1996, com entrada e financiamento de vários membros da indústria automotiva, incluindo a British Steel e a TWR. O chefe da Ariel Motor Company, Simon Saunders, era um professor sênior cuja responsabilidade no projeto era primeiramente na gestão financeira e na supervisão do desenho de Niki Smart, que ele descreveu como "o melhor estudante de desenho que eu já vi". O carro foi mostrado pela primeira vez ao público no Salão Internacional Britânico, Birmingham em outubro de 1996.

## Suspensão

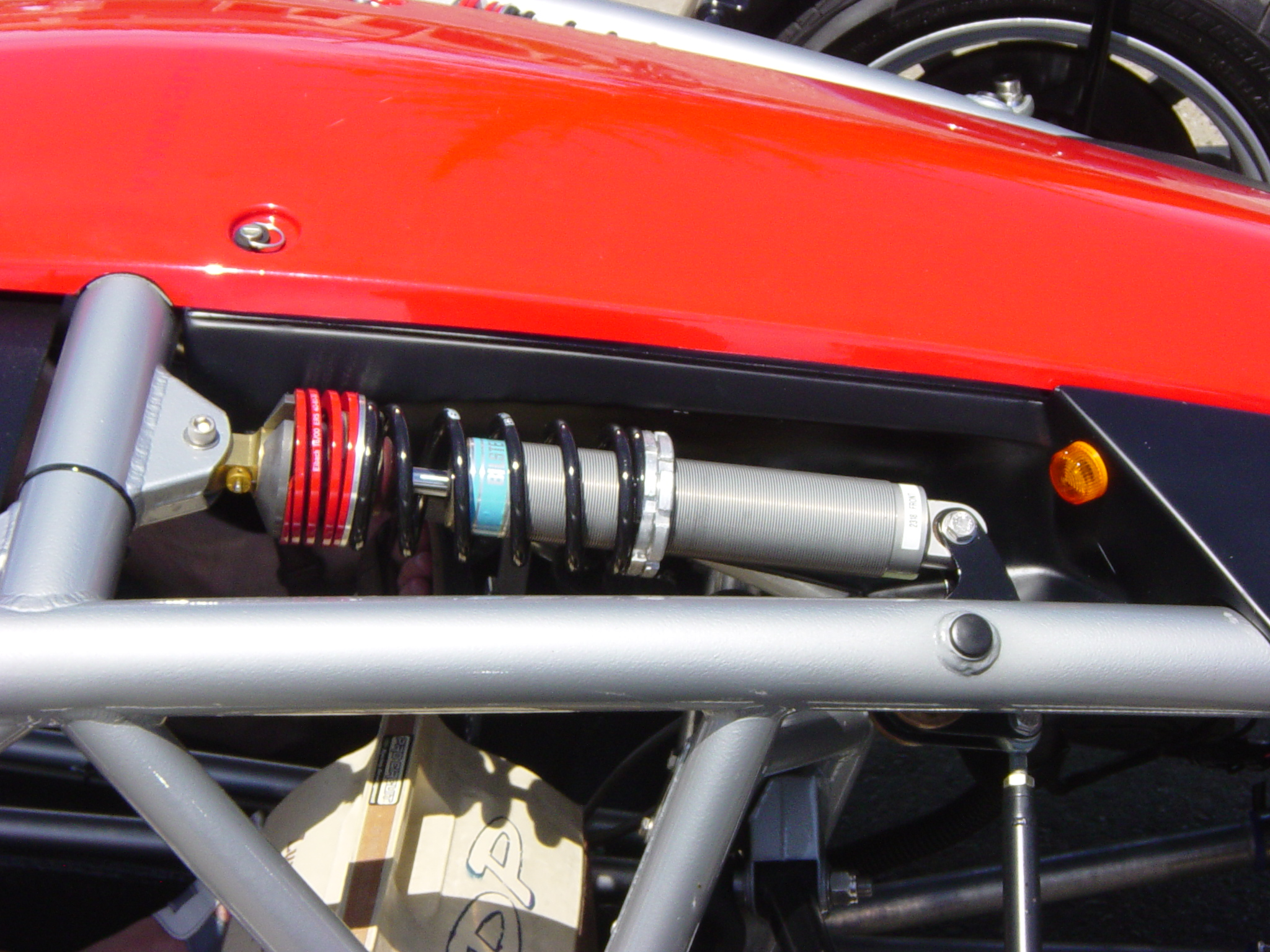
A suspensão do Atom é horizontal

A suspensão do Atom foi projetada pelos engenheiros da Lotus. É derivada de carros de corrida e é totalmente ajustável, necessitando apenas de uma chave inglesa. Os dois eixos contêm uma suspensão triangular de tamanhos diferentes, além de amortecedores pushrod ativos. A haste da suspensão ajustável apresenta buchas de borracha e metal para mais conforto. Os amortecedores traseiros e dianteiros da Bilstein também são ajustáveis.

## Aceleração
Em 2005, a revista Track and Race Car publicou um teste de uma seleção variada de carros, como o Porsche 911 Carrera S, Ford GT, BMW M5, Caterham CSR 260, dentre outros. O Ariel Atom 2 sobrealimentado venceu o teste de 0–160–0 km/h em 10,88 segundos, na frente do Caterham CSR 260 (11,41) e do Ford GT (13,17).
No ano seguinte, o Atom ganhou o desafio de 0–160 km/h da Autocar com o novo Ariel Atom 2, com um tempo de 6,86 segundos, e depois parou de 160 km/h em 3,8 segundos.
O Sunday Times fez um teste de aceleração do Atom em 2005, que levou 2,89 segundos para ir de 0–100 km/h, fazendo dele o 3º carro de produção mais rápido do mundo em termos de aceleração, perdendo apenas para o Bugatti Veyron Super Sport de 1200 cv e US$ 1,3 milhão que o fez em 2,46 segundos, e o Ultima GTR em 2,6 segundos.

## Ariel Atom V8
A Ariel anunciou em fevereiro de 2008 sua versão mais recente do Atom, o Ariel Atom 500, com motor V8 3 litros de 507 cavalos projetado por John Hartley, além de painel e aerofólio de fibra de carbono, rodas Dymag feitas de magnésio e pinças de freio de 4 pistões. O motor pesa apenas 90 kg e é acoplado a uma transmissão de 6 velocidades sequencial SADEV para lidar com o aumento de potência. A versão de produção pesa apenas 550 kg, o que faz com que o carro tenha uma relação peso/potência de 921 cavalos por tonelada, uma das mais altas relações em um carro de rua. A Ariel afirma que esta versão vai de 0-100 em "menos de 2,3 segundos", o que, caso confirmado, faria dele o carro de produção mais rápido do mundo em termos de aceleração.
Em 23 de janeiro de 2011, o Atom 500 marcou um tempo recorde de volta ao redor da pista de testes Top Gear, com um tempo de 1:15.1, tornando-o o carro de rua mais rápido a andar na pista - um recorde que permaneceu por dois anos, até ser batido pelo Pagani Huayra, que completou uma volta em 1:13,8.

## Ariel Atom 3.5R
O Ariel Atom 3.5R usa um motor Honda sobrealimentado de 1998cc de 355 cv que acelera o carro de 0–100 km/h em apenas 2,6 segundos e atinge uma velocidade máxima de 250 km/h. Este modelo pesa 612 kg.
Em junho de 2014, um Atom 3.5R foi apresentado pela polícia Avon and Somerset. O modelo tem luzes de perseguição e um computador policial.

## Ariel Atom 3S
Em outubro de 2014, TMI AutoTech, Inc. anunciou a chegada de um novo Atom para o mercado dos EUA, o 3S. Ele produz 370 cv e vai de 0–100 km/h em menos de 2,8 segundos.